# Dream 7
O Dream 7: Feather Weight Grandprix 2009 1st Round  foi um evento de MMA da série DREAM promovido pela Fighting and Entertainment Group(FEG). 
Este evente que teve seis lutas do 1º round do GP dos Penas foi realizado no dia 8 de Março de 2009 em Saitama, Japão.

## Confrontos
- Grand Prix dos Penas 1º round

 Takafumi Otsuka vs.  Bibiano Fernandes
Fernandes vence por Decisão Unanime.
- Grand Prix dos Penas 1º round

 Chase Beebe vs.  Joe Warren
Warren vence por TKO (Intervenção Médica) no final do 1º Round. A paralisação foi devido a um corte que Beebe recebeu no olho esquerdo.
- Grand Prix dos Penas 1º round

 Akiyo Nishiura vs.  Abel Cullum
Cullum vence por Decisão Unanime.
- Confronto dos Pesos Leves

 Mitsuhiro Ishida vs.  Daisuke Nakamura
Ishida vence por Decisão Unanime.
- Confronto dos Meio Médios

 Shinya Aoki vs.  David Gardner
Aoki vence por submission (Mata-Leão) aos 5:58 do 1º round.
- Confronto dos Pesos Leves

 Tatsuya Kawajiri vs.  Ross Ebanez
Kawajiri vence por submission (Mata-Leão) aos 4:03 do 1º round.
- Grand Prix dos Penas 1º round

 Yoshiro Maeda vs.  Micah 

Miller
Maeda vence por Decisão Unanime.
- Grand Prix dos Penas 1º round

 Hiroyuki Takaya vs.  Jong Won Kim
Takaya vence por TKO (socos) a 0:40 do 2º round.